# Kościół św. Jakuba Apostoła w Lublinie
Kościół św. Jakuba Apostoła w Lublinie – zabytkowy późnobarokowy rzymskokatolicki kościół murowany z XVIII wieku znajdujący się w Lublinie przy ul. Głuskiej 145 (dawna ul. Lubelska). Pod względem historycznym lokalizowany jest na terenie dawnego miasteczka Głusk lub dawnej wsi Abramowice Kościelne (obecnie dzielnice Lublina).

## Historia
Pierwszy kościół drewniany został wzniesiony w 1395 r. (1398 r.)  przez ówczesnego właściciela Abramowic Wojciecha Sieciecha. W 1565 r. pojawiła się pierwsza pisemna wzmianka o tym, iż miejscowy kościół oraz parafia są pod wezwaniem świętego Jakuba Większego Apostoła, choć prawdopodobnie było tak od początku. W XVIII w. świątynia ponownie uległa zniszczeniu. W l. 1786–1790 staraniem ks. Wincentego Jezierskiego wzniesiono istniejący obecnie kościół murowany, konsekrowany w 1796 r. przez biskupa chełmskiego Wojciecha Józefa Skarszewskiego. Ok. 1890 r. wzniesiono dzwonnicę jako bramę wejściową połączoną z murem okalającym kościół i kostnicę, zbudowaną w tym samym co dzwonnica okresie i stylu (eklektyzm z użyciem form neogotyckich). W 1906 r. świątynia została powiększona według projektu Stefana Szyllera: m.in. dobudowano prezbiterium, zakrystię i 2 kaplice (w stylu neobarokowym z elementami neoklasycyzmu). W latach 1925–1927 Celestyn Miklasiński pokrył wnętrze kościoła zachowaną do dziś secesyjną polichromią.

## Droga św. Jakuba
Kościół ma docelowo być początkiem Lubelskiej Drogi św. Jakuba łączącej się z trasą małopolską.

## Galeria

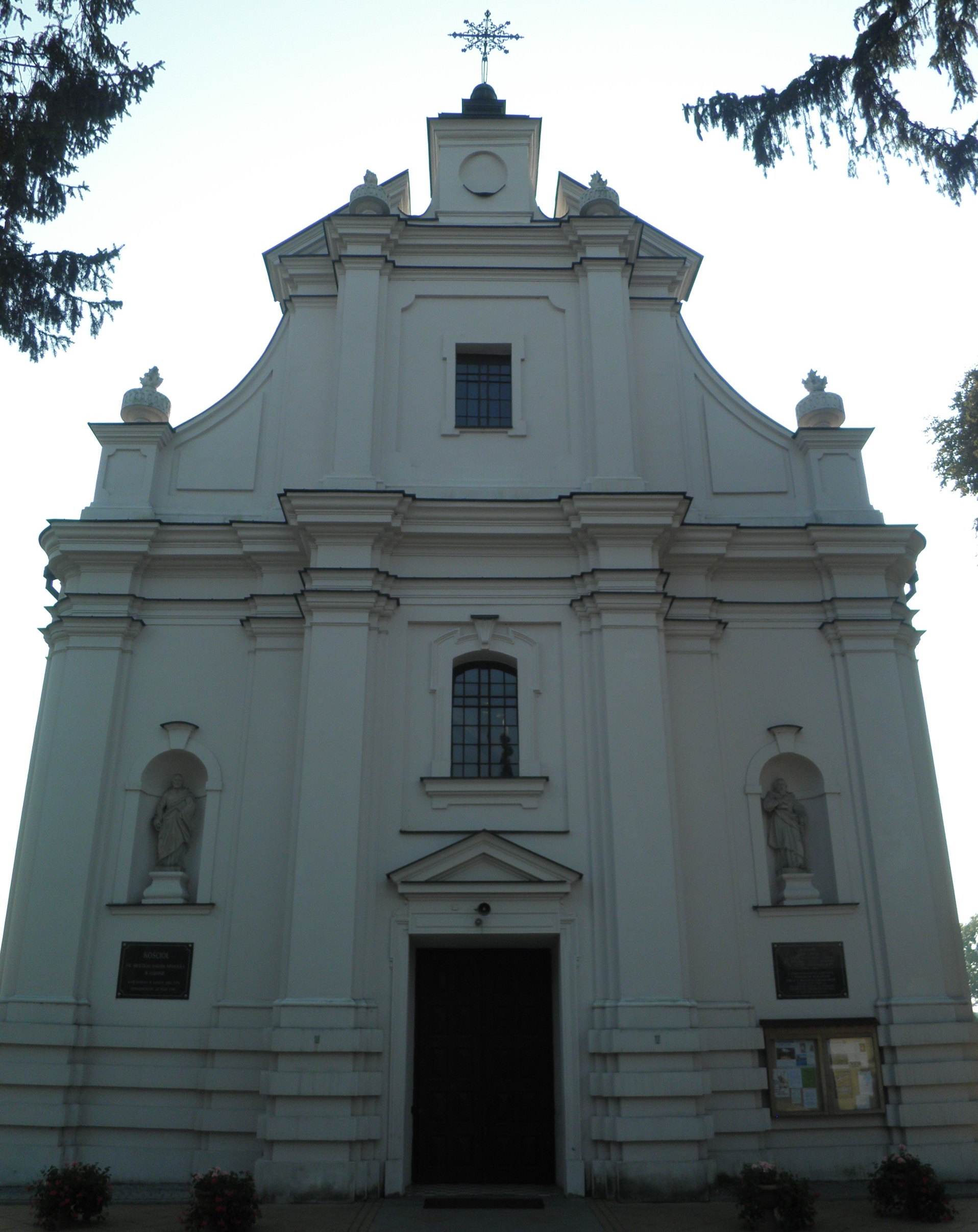
Frontowa fasada kościoła
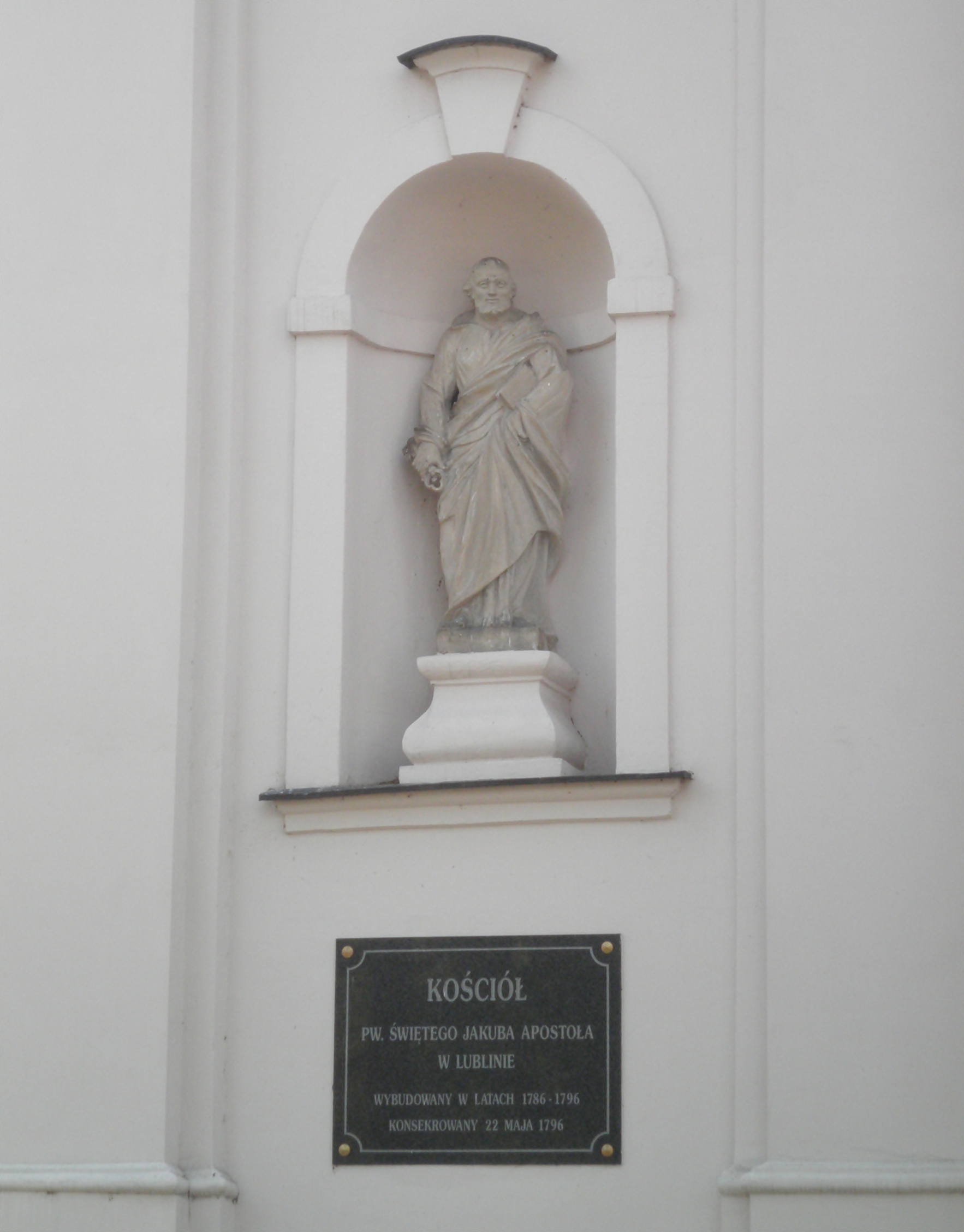
Figura św. Piotra
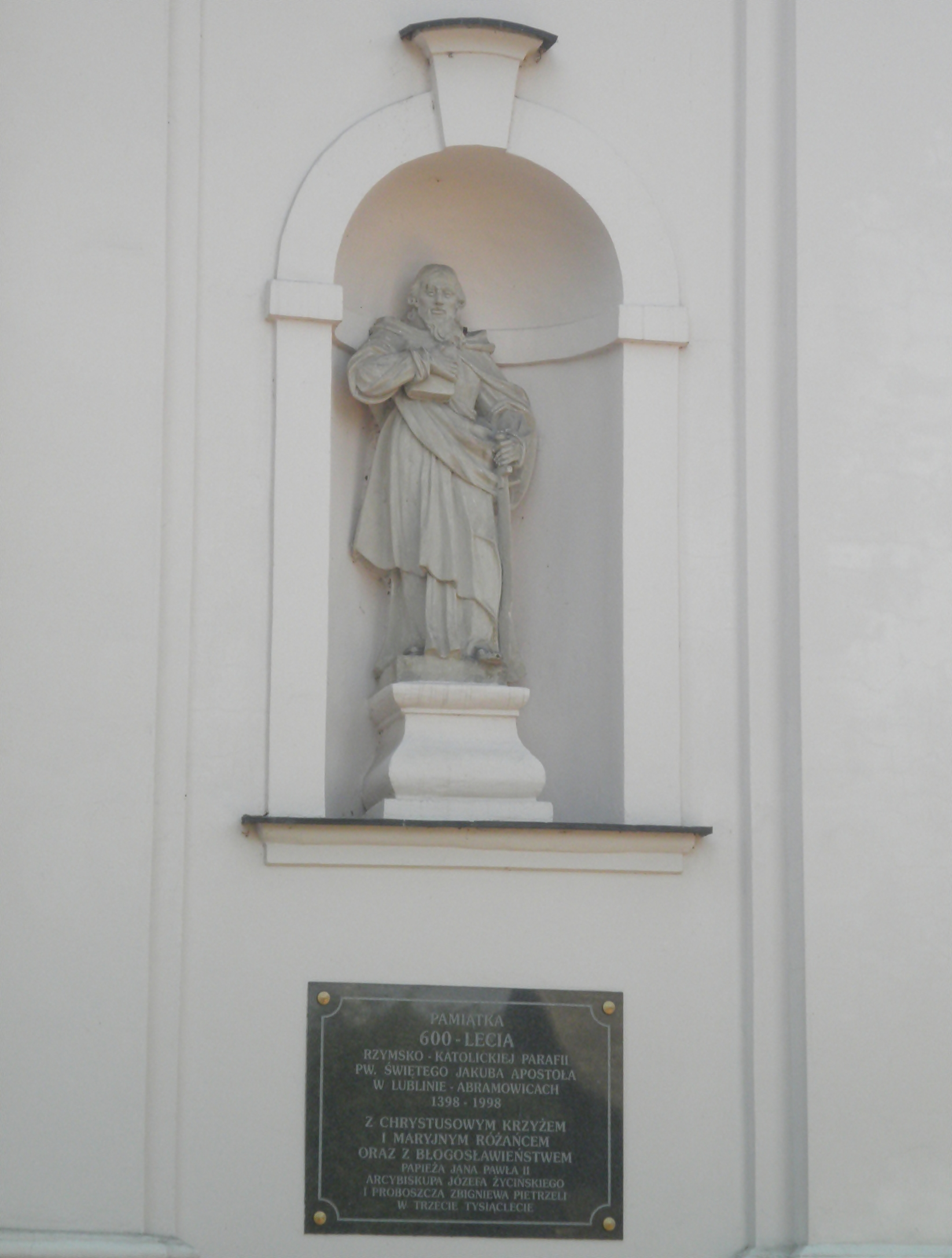
Figura św. Jakuba
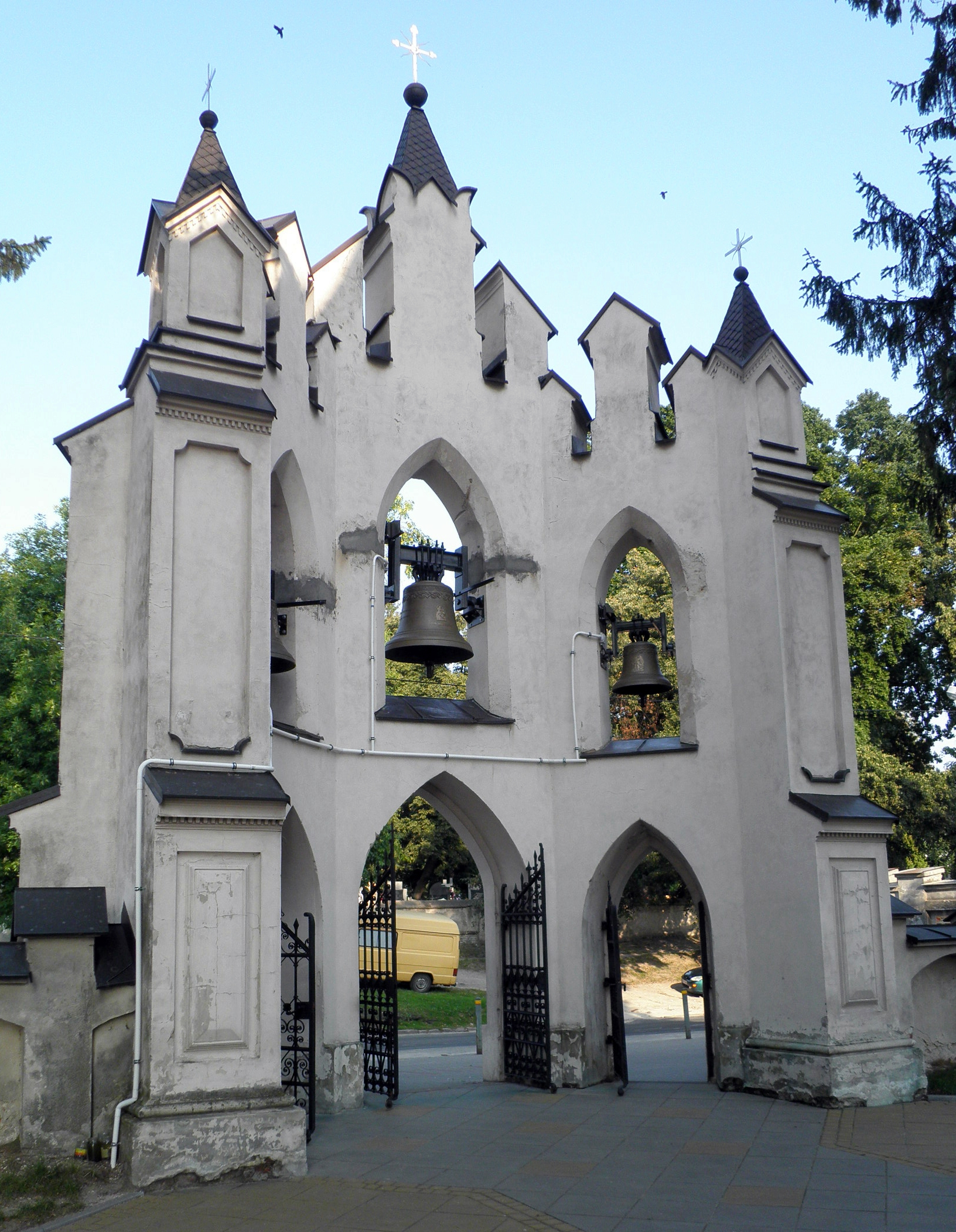
Brama-dzwonnica
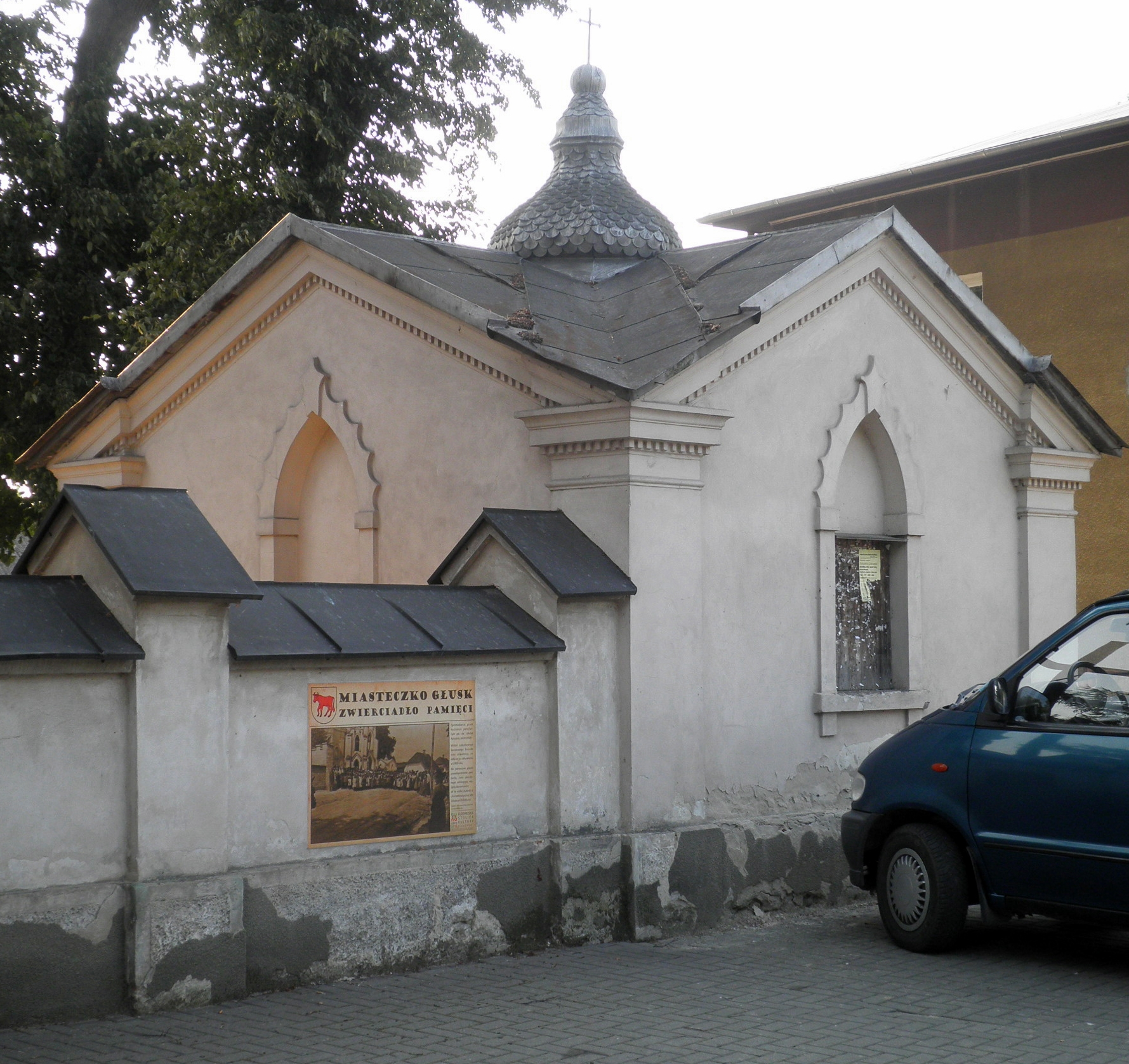
Kostnica
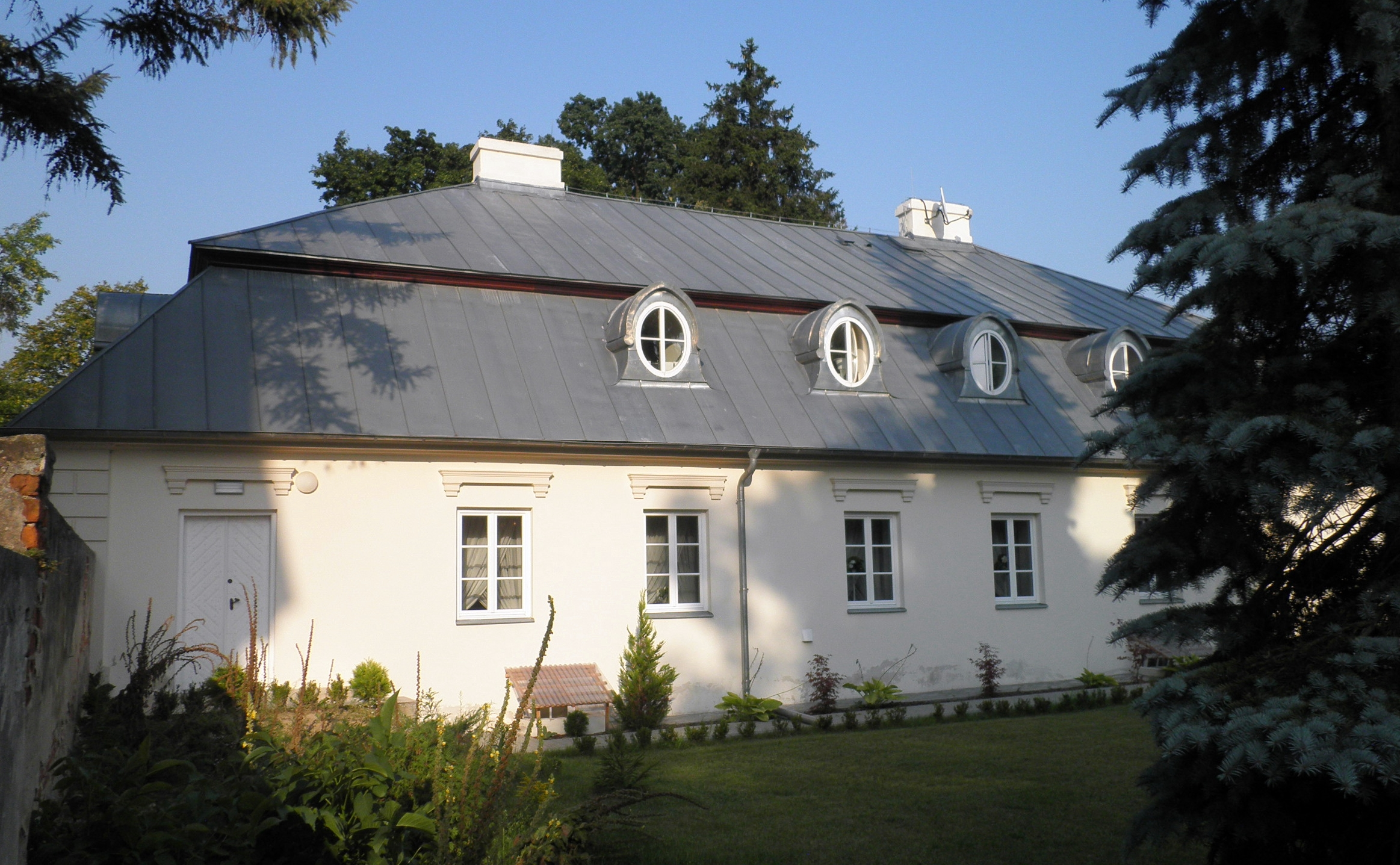
Stara plebania